# Wilburt Need
Wilburt Need (Rosmalen, 3 augustus 1978) is een voormalige doelman van PSV, FC Volendam en FC Eindhoven. Hij speelde eerst voor amateurclub OJC Rosmalen, maar ging al in de jeugd spelen voor de Eindhovense ploeg.
Hij debuteerde in seizoen 1996-1997 in de wedstrijd tegen FC Groningen en viel in voor Jan Willem van Ede die zijn hand brak in de 89e minuut. Hij fungeerde veelal als derde doelman, maar speelde UEFA Champions League 1998/99 tegen 1. FC Kaiserslautern, nadat Patrick Lodewijks een rode kaart had gekregen.